# WSUI
WSUI ist ein US-amerikanischer Hörfunksender aus Iowa City im US-Bundesstaat Iowa. WSUI wurde 1922 gegründet und gehört zu Iowa Public Radio im Netzwerk des National Public Radio und sendet mit 5, nachts mit 4 kW auf der Mittelwellenfrequenz 910 kHz. Eigentümer und Betreiber ist die University of Iowa.
WSUI ist eine von zwei National-Public-Radio-Partnerstationen, die den Osten Iowas versorgen. Ebenfalls sendet KUNI von Cedar Falls im Verbund des Iowa Public Radio (IPR). WSUI ist eine Schwesterstation des „all-classical KSUI“.